# Denis Healey
Denis Winston Healey, baron Healey (ur. 30 sierpnia 1917 w Mottingham, zm. 3 października 2015 w Alfriston) – brytyjski polityk, członek Partii Pracy. Minister w rządach Harolda Wilsona i Jamesa Callaghana. Odznaczony Orderem Towarzyszy Honoru i Kawalerią Orderu Imperium Brytyjskiego (MBE).
W 1976 r. ubiegał się o przywództwo Partii Pracy, po Haroldzie Wilsonie, ale został pokonany przez Jamesa Callaghana. W 1980 r. ponownie ubiegał się o przywództwo Partii Pracy, ale został pokonany przez Michaela Foota, którego został zastępcą (do 1983).

## Życiorys
Urodził się w Kencie. Kiedy miał 5 lat jego rodzina przeprowadziła się do Keighley w zachodnim Yorkshire. Wykształcenie odebrał w Bradford Grammar School oraz w Balliol College na Uniwersytecie oksfordzkim. Studiował literaturę grecką i rzymską oraz historię starożytną i filozofię. W 1937 r. został członkiem Komunistycznej Partii Wielkiej Brytanii, ale wystąpił z niej w 1939 r. po podpisaniu paktu Ribbentrop-Mołotow. W 1940 r. uzyskał dyplom ukończenia studiów.
Po uzyskaniu dyplomu zaciągnął się do armii. Walczył w szeregach Królewskich Inżynierów podczas II wojny światowej w Afryce Północnej, na Sycylii i we Włoszech. Brał udział w lądowaniu pod Anzio. Wojnę zakończył w stopniu majora. Odrzucił ofertę awansu na podpułkownika i zrezygnował z czynnej służby. Jeszcze jako wojskowy wstąpił do Partii Pracy. W 1945 r. podjął nieudaną próbę dostania się do Izby Gmin z okręgu Pudsey and Otley. Po tej porażce został mianowany sekretarzem Departamentu Międzynarodowego Partii Pracy. Wkrótce został doradcą kolejnych liderów Partii Pracy ds. polityki zagranicznej.
W lutym 1952 r. Healey wygrał wybory uzupełniające w okręgu Leeds South East i zasiadł w Izbie Gmin. Od 1955 r. reprezentował okręg wyborczy Leeds East. W czasie wewnątrzpartyjnych sporów programowych Healey stawał po stronie Hugh Gaitskella. W wyborach na lidera partii w 1963 r. głosował na Jamesa Callaghana w pierwszej turze i na Harolda Wilsona w drugiej. Wybory wygrał Wilson.
Po wyborczym zwycięstwie laburzystów w 1964 r. Healey otrzymał stanowisko ministra obrony. Na tym stanowisku ograniczał wydatki na obronę. Zrezygnował z produkcji samolotów BAC TSR-2. W 1967 r. ogłosił rezygnację z doktryny „Na wschód od Suezu”, co oznaczało wycofanie brytyjskich wojsk z Azji Południowo-Wschodniej. Kiedy Partia Pracy przegrała wybory w 1970 r. Healey został ministrem spraw zagranicznych w gabinecie cieni. W kwietniu 1972 r. został opozycyjnym Kanclerzem Skarbu.
Kiedy Partia Pracy wygrała wybory parlamentarne 1974 r. Healey został Kanclerzem Skarbu. W 1976 r. wystartował w wyborach na lidera Partii Pracy. W pierwszej turze uzyskał 30 głosów, w drugiej natomiast 38, ale zajął ostatnie miejsce i odpadł z wyścigu. Następnie udzielił swojego poparcia Callaghanowi, który wygrał wybory. Na stanowisku kanclerza skarbu proponował wprowadzenie podatku od własności. Końcowy okres jego urzędowania to narastający kryzys, zwieńczony „zimą niezadowolenia” 1978/1979 r. W 1979 r. Partia Pracy przegrała wybory i przeszła do opozycji.
Healey wystartował w wyborach na lidera laburzystów w listopadzie 1980 r. Uzyskał w nich poparcie prawego skrzydła partii. Wybory te przegrał, ale został wiceprzewodniczącym partii u boku lidera, Michaela Foota. Również w 1980 r. został ministrem spraw zagranicznych w gabinecie cieni. Pozostał na tym stanowisku również po rezygnacji Foota w 1983 r., kiedy liderem Labour był Neil Kinnock. Z miejsca w gabinecie cieni zrezygnował po wyborach 1987 r. W 1992 r. zrezygnował z ubiegania się o reelekcję do Izby Gmin. W tym samym roku został kreowany parem dożywotnim jako baron Healey i zasiadł w Izbie Lordów.
W 1994 r. poparł kandydaturę Tony’ego Blaira na lidera laburzystów. Później jednak stał się krytykiem premiera i wielokrotnie nawoływał go do rezygnacji na rzecz Gordona Browna.
21 grudnia 1945 r. poślubił Ednę Healey. Ma z nią troje dzieci. Jest autorem wielu książek, m.in. Healey's Eye (zbiór fotografii jego autorstwa, 1980), The Time of My Life (autobiografia, 1989), When Shrimps Learn to Whistle (1990), My Secret Planet (antologia, 1992), Denis Healey's Yorkshire Dales (1995) oraz Healey's World (2002).